# Кеж (Люблінське воєводство)
Кеж (пол. Kierz) — село в Польщі, у гміні Белжиці Люблінського повіту Люблінського воєводства.
Населення — 357 осіб (2011).

## Демографія
Демографічна структура станом на 31 березня 2011 року:
|          | Загалом | Допрацездатний вік | Працездатний вік | Постпрацездатний вік |
| -------- | ------- | ------------------ | ---------------- | -------------------- |
| Чоловіки | 190     | 44                 | 128              | 18                   |
| Жінки    | 167     | 39                 | 86               | 42                   |
| Разом    | 357     | 83                 | 214              | 60                   |